# 十甲基二茂钌
十甲基二茂钌是一种有机钌化合物，化学式为C20H30Ru，可简写为Cp*2Ru。它可由三氯化钌和五甲基环戊二烯反应得到，反应产生的另一产物是五甲基环戊二烯基二氯化钌二聚体。它和三甲基膦反应，得到Cp*Ru(PMe3)2Cl。它可以被溴或碘氧化。